# Монтгомери (Нью-Йорк)
Монтго́мери (англ. Montgomery) — город (англ. town) в США, в округе Ориндж штата Нью-Йорк. Население — 22 606 человек (2010).

## История
История города начинается с патента Генри Вилеману (англ. Henry Wileman), который в 1710 году стал первым поселенцем. Он был первым из группы палатинских немцев, которые эмигрировали и заселили землю вокруг того места, где сейчас находится Монтгомери.
Первоначально город был основан как Ганновер в 1772 году, но был переименован в Монтгомери в 1782 году.
Община Монтгомери была образована в 1810 году путем инкорпорирования его в поселение, а в 1855 году также была включена община Уолден (Walden). Мейбрук (Maybrook) был последней деревней, которая была включена в 1926 году.

## Демография
| Год переписи                     | Нас.  |       | %±     |
| -------------------------------- | ----- | ----- | ------ |
| 1790                             | 3563  |       | —      |
| 1820                             | 5541  |       | 55,5%  |
| 1830                             | 3887  |       | −29,9% |
| 1840                             | 4100  |       | 5,5%   |
| 1850                             | 3933  |       | −4,1%  |
| 1860                             | 3973  |       | 1%     |
| 1870                             | 4536  |       | 14,2%  |
| 1880                             | 4795  |       | 5,7%   |
| 1890                             | 5061  |       | 5,5%   |
| 1900                             | 5939  |       | 17,3%  |
| 1910                             | 7439  |       | 25,3%  |
| 1920                             | 8351  |       | 12,3%  |
| 1930                             | 8082  |       | −3,2%  |
| 1940                             | 8418  |       | 4,2%   |
| 1950                             | 9868  |       | 17,2%  |
| 1960                             | 11672 |       | 18,3%  |
| 1970                             | 13995 |       | 19,9%  |
| 1980                             | 16576 |       | 18,4%  |
| 1990                             | 18501 |       | 11,6%  |
| 2000                             | 20891 |       | 12,9%  |
| 2010                             | 22606 |       | 8,2%   |
| 2016                             | 23763 | [ 3 ] | 5,1%   |
| 1790–2016 Перепись населения США |       |       |        |

Согласно переписи 2010 года, в городе проживало 22 606 человек в 8000 домохозяйстве в составе 5822 семей.
Расовый состав населения:
- 84,6 % — белых
- 7,2 % — черных или афроамериканцы
- 1,4 % — азиатов
- 0,2 % — коренных американцев
- 3,7 % — других рас

К двум или более рас принадлежало 2,8 %. Доля испаноязычных составляла 14,0 % от всех жителей.
По возрастным диапазоном населения распределялось следующим образом: 25,7 % — лица моложе 18 лет, 63,1 % — лица в возрасте 18-64 лет, 11,2 % — лица в возрасте 65 лет и старше. Медиана возраста жителя составляла 38,6 года. На 100 лиц женского пола в городе приходилось 94,9 мужчин; на 100 женщин в возрасте от 18 лет и старше — 92,6 мужчин также старше 18 лет.
Средний доход на одно домашнее хозяйство составил 89 612 доллара США (медиана — 75 587), а средний доход на одну семью — 98 991 доллар (медиана — 85 329). Медиана доходов составляла 60 435 долларов для мужчин и 43 693 доллара для женщин. За чертой бедности находилось 7,6 % лиц, в том числе 8,7 % детей в возрасте до 18 лет и 11,3 % лиц в возрасте 65 лет и старше.
Гражданское трудоустроено население составляло 11885 человек. Основные области занятости: образование, здравоохранение и социальная помощь — 26,7 %, розничная торговля — 12,6 %, ученые, специалисты, менеджеры — 11,0 %.